# مملكة بنو الخطاب
كان بنو خطاب سلالة إباضية ثرية ازدهرت على تجارة الرقيق عبر الصحراء. حكمت زويلة والواحات المحيطة بها في منطقة فزان من 918/919 حتى 1172-1177 عندما نهبها وغزاها قراقوش الأرمني المملوكي. استغل الكانميون عدم الاستقرار الذي خلفه قراقوش، فسيطروا في عهد دوناما دبالمي على فزان، وأنشأوا عاصمة جديدة في تراغان على بعد أميال قليلة غرب زويلة. ثم واصلوا حكم فزان مرة أخرى تحت السيطرة الاسمية للحفصيين في القرن الخامس عشر.